# Сватковский, Дмитрий Валерьевич
Дмитрий Валерьевич Сватковский (27 ноября 1971, Москва, РСФСР, СССР) — российский политик, спортсмен. Депутат Государственной думы Федерального собрания Российской Федерации VII созыва с сентября 2018 года. Чемпион Олимпийских игр 2000 года по современному пятиборью. Заслуженный мастер спорта СССР (1992). Выступал за московское спортивное общество «Динамо».

## Образование
- Московская государственная академия физической культуры
- Российская академия государственной службы при Президенте Российской Федерации[1].

## Спортивная карьера
До 15 лет занимался плаванием в школе «Динамо». С 1986 года занимался в секции пятиборья спортивного комплекса «Битца» (тренеры — Анатолий Шахматов, Игорь Соя).
Первого значимого успеха добился в 1991 году, выиграв юниорский чемпионат мира в Барселоне в личном и командном зачётах. На следующий год в Барселоне проходили Олимпийские игры, на которых Дмитрий Сватковский вместе с Анатолием Старостиным и Эдуардом Зеновкой завоевали командное серебро.
В 1990-х годах выигрывал титулы чемпиона мира (1994, 1995), чемпиона Европы, был четырёхкратным победителем Кубка мира по современному пятиборью. На Олимпиаде-1996 занял четвёртое место.
Начал готовиться к Олимпиаде-2000 лишь за несколько месяцев до её начала, однако это не помешало ему в Сиднее уверенно завоевать золотую медаль.
После Олимпиады-2000 завершил карьеру спортсмена.

#### Спортивные достижения
- Золотая медаль Олимпийский чемпион 2000
- Серебряный призёр Олимпийских игр 1992
- Чемпион мира 1994, 1995
- Серебряный призёр чемпионата мира 1997
- Чемпион Европы 1997
- Обладатель Кубка мира 1994, 1995, 1997, 1998
- Серебряный призёр Кубка мира 1996

## Участие в телеиграх
Трижды участвовал в телеигре «Форт Боярд» в 2002 году. В ней его партнёрами по команде были в паре с другом и напарником с Ильёй Авербухом:
- В 1-й раз — Маргарита Симоньян, Михаил Зеленский и Ирина Лобачёва выигрыш 13790.
- Во 2-й раз — Елена Замолодчикова, Ирина Лобачёва и Дмитрий Шепель выигрыш 143200.
- В 3-й раз — Мария Ситтель, Мария Бутырская и Эрнест Мацкявичюс выигрыш 202460.

Также принимал участие в телеигре «Сто к одному» с Александром Гуревичем в команде составе «Москва 2012», где его партнёрами были Александр Полинский, Юрий Нагорных, Сергей Амбарнов и Владимир Гомельский.

## Карьера спортивного организатора
Работал государственным тренером по современному пятиборью, спортивным директором Главного управления спортивных и зрелищных мероприятий при Спорткомитете Москвы, заместителем директора Исполнительной дирекции Международных спортивных юношеских игр стран СНГ, Балтии и регионов России, директором Оргкомитета по выдвижению кандидатуры Москвы на проведение летних Олимпийских Игр 2012 года и Оргкомитета по выдвижению кандидатуры Сочи на проведение зимних Олимпийских Игр 2014 года.
Летом 2006 года по его инициативе было создано Нижегородское региональное отделение Общероссийской общественной организации «Федерация современного пятиборья России». Является президентом отделения.
В 2004 году избран президентом Европейской конфедерации современного пятиборья (9 мая 2012 года переизбран на второй срок). Является первым вице-президентом Федерации современного пятиборья России.
Президент баскетбольного клуба «Нижний Новгород». Являлся председателем правления футбольного клуба «Волга» Нижний Новгород, и. о. председателя правления хоккейного клуба «Торпедо» Нижний Новгород.
Принял участие в эстафете олимпийского огня (Зимние Олимпийские игры 2014 г. Сочи). Пробежал свой этап 8 января 2014 года в Нижнем Новгороде.

## Государственная деятельность
С апреля 2006 года — заместитель министра инвестиционной политики Нижегородской области.
С 27 июня 2006 года — министр инвестиционной политики Нижегородской области.
С 10 августа 2010 года — заместитель губернатора, заместитель председателя Правительства Нижегородской области. Курирует деятельность министерства инвестиционной политики Нижегородской области, министерства государственного имущества и земельных ресурсов Нижегородской области, министерства поддержки и развития малого предпринимательства, потребительского рынка и услуг Нижегородской области, министерства спорта и молодёжной политики Нижегородской области и департамента международных, внешнеэкономических и межрегиональных связей Нижегородской области.
В декабре 2012 года был переведён на должность заместителя губернатора, курирующего социальный блок. В сентябре 2016 года возглавил министерство социальной политики Нижегородской области.
Возглавлял региональный оперативный штаб по подготовке Нижегородской области к Чемпионату мира по футболу FIFA 2018 в России.
9 сентября 2018 года избран депутатом Государственной думы Федерального собрания Российской Федерации седьмого созыва по одномандатному избирательному округу № 129 (Нижегородская область), член фракции Всероссийской политической партии «Единая Россия» в Государственной думе, член Комитета Государственной думы по контролю и Регламенту.

## Дальнейшая деятельность
С ноября 2021 года по настоящее время генеральный директор ООО «СКА Арена».

## Награды
- Орден Почёта (14 января 2002 года) — за заслуги в развитии физической культуры и спорта, большой вклад в укрепление дружбы и сотрудничества между народами[23].
- Медаль ордена «За заслуги перед Отечеством» II степени (17 апреля 1998 года) — за заслуги в развитии физической культуры и спорта, многолетнюю плодотворную работу во Всероссийском физкультурно-спортивном обществе «Динамо»[24].
- Почётный знак «За заслуги в развитии олимпийского движения в России» (Олимпийский комитет России, 2002 год)[25].
- Мастер спорта СССР (1989)
- Мастер спорта СССР международного класса (1991)
- Заслуженный мастер спорта СССР (1992)

## Личная жизнь
- Первая жена Оксана Скалдина[26][27].
  - Дочь Дарья (род. 4 декабря 1996 года) — член сборной России по художественной гимнастике[28][29].
- Вторая жена Любовь Рябова[30][31]. Свадьба состоялась 22 февраля 2012 года.
  - Дочь Адель (род. 17 января 2013 года)[32][33].